# Out of Space
„Out of Space“ je pátý EP/singl anglické big beatové skupiny The Prodigy vydaný dne 9. listopadu 1992. Skladba je také součástí jejich debutového alba Experience, kde je čtvrtým singlem.
Skladba obsahuje prvky z klasické reggae skladby „I Chase the Devil“ od Maxe Romea, která byla produkovaná Lee Scratch Perrym. Také obsahuje prvky skladby „Critical Beatdown“ od skupiny Ultramagnetic MCs s linkou "Pay close attention, I'll take your brain to another dimension." od Kool Keitha.
Skladba je prokazatelně nejúspěšnějí skladbou skupiny The Prodigy v jejich prvních letech a stále je často hraná na koncertech. V roce 2005 byl vydán remix od Audio Bullys na singlu „Voodoo People / Out of Space“ z kompilace Their Law: The Singles 1990-2005.

## Seznam skladeb

### XL

#### 7" vinylová nahrávka
A. "Out of Space"
B. "Ruff in the Jungle Bizness" (Uplifting Vibes Remix) (4:17)

#### 12" vinylová nahrávka
1. "Out of Space" (Original Mix) (5:07)
2. "Out of Space" (Techno Underworld Remix) (4:48)
3. "Ruff in the Jungle Bizness" (Uplifting Vibes Remix) (4:20)
4. "Music Reach" (1/2/3/4) (Live) (4:21)

#### Kazetový singl
1. "Out of Space" (3.41)
2. "Ruff in the Jungle Bizness" (Uplifting Vibes Remix) (4.20)

#### CD singl
1. "Out of Space" (Edit) (3:41)
2. "Out of Space" (Techno Underworld Remix) (4:48)
3. "Ruff in the Jungle Bizness" (Uplifting Vibes Remix) (4:20)
4. "Music Reach" (1/2/3/4) (Live) (4:21)

### Elektra CD singl
1. "Out of Space" (Edit) (3:41)
2. "Out of Space" (Techno Underworld Remix) (4:48)
3. "Out of Space" (Millenium Mix) (6:25)
4. "Out of Space" (Celestial Bodies Mix) (5:44)
5. "Ruff in the Jungle Bizness" (Uplifting Vibes Mix) (4:20)
6. "Jericho" (Live Version) (4:22)

Skladby 2 a 5 jsou remixovány Liamem Howlettem.
Skladby 3 a 4 jsou remixovány Markem Picchottim a Terim Bristolem.